# Чорне (Куп'янський район)
Чо́рне —  село в Україні, у Вільхуватській сільській громаді Куп'янського району Харківської області. Населення становить 455 осіб.

## Географія
Село Чорне знаходиться на річці Плотва, вище за течією за 2 км розташоване село Купине, нижче за течією - примикає село Нефедівка. Село перетинають кілька балок, у тому числі балка Пєтухів Яр. По балках протікають струмки на яких зроблені загати.

## Історія
- 1699 - дата заснування.
- 12 червня 2020 року, відповідно до розпорядження Кабінету Міністрів України  № 725-р «Про визначення адміністративних центрів та затвердження територій територіальних громад Харківської області», увійшло до складу Вільхуватської сільської громади.[1]
- 19 липня 2020 року, в результаті адміністративно - територіальної реформи та ліквідації Великобурлуцького району, село увійшло до складу Куп'янського району Харківської області[2].

## Економіка
- В селі є молочно-товарна ферма.

## Об'єкти соціальної сфери
- Будинок культури.
- Амбулаторія загальної практики.